# Paranibea
Paranibea is een monotypisch geslacht van straalvinnige vissen uit de familie van ombervissen (Sciaenidae).

## Soort
- Paranibea semiluctuosa (Cuvier, 1830)